# Дахновский, Фёдор Тарасович
Фёдор Тарасович Дахновский (1903—1990) — участник советско-финской (1939—1940) и Великой Отечественной войн, командующий артиллерией 202-й стрелковой дивизии 27-й армии 2-го Украинского фронта, полковник. Герой Советского Союза.

## Биография
Родился 21 февраля (6 марта по новому стилю) в с. Малые Хутора Российской империи, ныне Винницкие Хутора Винницкого района Винницкой области Украины, в семье рабочего. Украинец.
Окончил 7 классов. В феврале 1920 года добровольно вступил в Красную Армию. Участник Гражданской войны. Член ВКП(б)/КПСС с 1925 года. В 1922 году окончил курсы красных командиров в Одессе, в 1927 — военную школу в Киеве, в 1935 — КУКС.
В боях Великой Отечественной войны с июня 1941 года. Был помощником командира (майор) 570-го артиллерийского полка (5-я моторизованная пулеметно-артиллерийская бригада).
Командующий артиллерией 202-й стрелковой дивизии полковник Фёдор Дахновский в районе города Мишкольц (Венгрия) 16 ноября 1944 года принял командование частями, оказавшимися в окружении. Создав прочную круговую оборону, они отразили все вражеские атаки, а затем прорвались из окружения.
После войны полковник Дахновский находился в отставке. Проживал в Виннице. Работал в исполкоме областного Совета народных депутатов.
Умер в 1990 году и похоронен в Виннице.

## Награды
- Звание Героя Советского Союза Дахновский присвоено 28 апреля 1945 года (медаль № 4888)[5].
- Награждён двумя орденами Ленина, тремя орденами Красного Знамени, орденом Кутузова 2 степени, орденом Отечественной войны 1 степени и медалями.